# Scolobates auriculatus
Scolobates auriculatus är en stekelart som först beskrevs av Fabricius 1804.  Scolobates auriculatus ingår i släktet Scolobates och familjen brokparasitsteklar. Arten är reproducerande i Sverige. Inga underarter finns listade i Catalogue of Life.